# Hypodryas maturna
Hypodryas maturna är en fjärilsart som beskrevs av Jacob Hübner 1800/23. Hypodryas maturna ingår i släktet Hypodryas och familjen praktfjärilar. Inga underarter finns listade i Catalogue of Life.